# Campogramma glaycos
El lichia vadigo o pez lirio es la especie Campogramma glaycos, es una especie de peces marinos de la familia Carangidae, en el orden de los Perciformes.

## Morfología
• Los machos pueden llegar alcanzar los 60 cm de longitud total y los 2800 g de peso.

## Reproducción
Los huevos son pelágicos.

## Distribución geográfica
Se encuentra en las  costas del Atlántico oriental (desde las islas británicas hasta el Senegal, incluyendo el Archipiélago de Madeira y las Islas Canarias ).